# Galerelka smukła
Galerelka smukła, mangusta strojna (Herpestes sanguineus) – gatunek drapieżnego ssaka z podrodziny Herpestinae w obrębie rodziny mangustowatych (Herpestidae).

## Taksonomia
Gatunek po raz pierwszy zgodnie z zasadami nazewnictwa binominalnego opisał w 1835 roku niemiecki przyrodnik Eduard Rüppell, nadając mu nazwę Herpestes sanguineus. Holotyp pochodził z Kordofanu, w Sudanie.
Czasami umieszczany w rodzaju Galerella. Opisano ponad 40 podgatunków, głównie w oparciu o niewiarygodne cechy (głównie kolor i długość futra). Spośród opisanych podgatunków, jedynie H. ochraceus jest obecnie uważany za odrębny gatunek. Autorzy Illustrated Checklist of the Mammals of the World uznają ten gatunek za monotypowy, ale może się to zmienić wraz z przyszłymi badaniami, w tym analizami genetycznymi.

### Etymologia
- Herpestes: gr. ἑρπηστης herpēstēs „pełzacz”, od ἑρπω herpō „pełzać”; prawdopodobnie w aluzji do zwyczajów mangusty, szczególnie jej pogoni za swoją ofiarą. Sugerowano również połączenie greckich słów: ερπ erp „gad, wąż”; εδεστης edestēs „zjadacz”, od εδω edō „jeść”[52].
- sanguineus: łac. sanguineus „krwawy”, od sanguis, sanguinis „krew”[53].

## Zasięg występowania
Galerelka smukła występuje szeroko rozpowszechniona w pasie subsaharyjskim od Senegalu na wschód do wybrzeża Morza Czerwonego w Sudanie i na południe do Południowej Afryki; występuje także na wyspie Zanzibar w archipelagu Zanzibar.

## Morfologia
Długość ciała (bez ogona) samic 27–33 cm, samców 32–34 cm, długość ogona samic 21,2–29 cm, samców 19,4–31 cm, długość ucha samic 1,5–2,5 cm, samców 1,4–2,8 cm, długość tylnej stopy samic 4,4–6 cm, samców 4,5–7 cm; masa ciała samic 277–565 g, samców 363–789 g. Długość czaszki samic 59–68 mm, samców 60–70 mm. Wzór zębowy: I {\displaystyle {\tfrac {3}{3}}} C {\displaystyle {\tfrac {1}{1}}} P {\displaystyle {\tfrac {3}{4}}} M {\displaystyle {\tfrac {2}{2}}} = 38.

## Ekologia
Zamieszkuje od półpustyń do gęstych suchych lasów, do wysokości 600 m n.p.m., sawanny i obszary skaliste.
Prowadzi osiadły tryb życia, jednak nie posiada własnego terytorium. Mangusty strojne doskonale się wspinają. Niewiele wiadomo na temat zachowań godowych. Po ciąży trwającej ok. 60 dni rodzą się 2–4 ślepe młode, które po 3 tygodniach otwierają oczy. Ssą mleko matki przez ok. 8 tygodni. Dojrzewają po ukończeniu 1. roku życia. Żywią się głównie małymi gryzoniami, owadami, gadami, okazjonalnie jajami ptaków i pisklętami. Do wrogów naturalnych mangusty strojnej należą ptaki drapieżne, małe koty i szakale.

## Status zagrożenia
W Czerwonej księdze gatunków zagrożonych Międzynarodowej Unii Ochrony Przyrody i Jej Zasobów został zaliczony do kategorii LC (niższego ryzyka) pod nazwą Herpestes sanguineus. Nie ma poważniejszych zagrożeń dla populacji galerelki smukłej.